# Myingyan District
Myingyan District är ett distrikt i Myanmar.   Det ligger i regionen Mandalayregionen, i den centrala delen av landet, 180 km norr om huvudstaden Naypyidaw.